# Шавлія коростянколиста
Шавлія коростянколиста, шавлія скабіозолиста (Salvia scabiosifolia) — вид рослин з родини глухокропивові (Lamiaceae), поширений у Болгарії та Криму.

## Опис
Багаторічна рослина 25–50 см заввишки. Листки сіро-зелені, частки їх до 7 мм завширшки. Квітки в суцвіттях до 10 см завдовжки. Квітки двогубі, білуваті, 25–35 мм завдовжки.
Цвіте у травні — червні, плодоносить у червні — липні.

## Поширення
Поширений у Болгарії та Криму.
В Україні вид зростає на кам'янистих крейдяних, мергелистих і вапнякових схилах — у передгір'ях Криму (поблизу Сімферополя, Білогірська та Старого Криму), східна частина ПБК (смт Судак, Феодосія і масив Карадаг).

## Загрози й охорона
Загрозами є спорадичність локалітетів, що викликано як інтенсивним заселенням та будівництвом в передгірному Криму, так і природними причинами (вузькою еколого-ценотичною амплітудою).
Занесений до Червоної книги Україні в статусі «Неоцінений». Охороняють в Карадазькому ПЗ, заказниках «Ак-Кая», «Агармиш».